# Contrôle d'alcoolémie

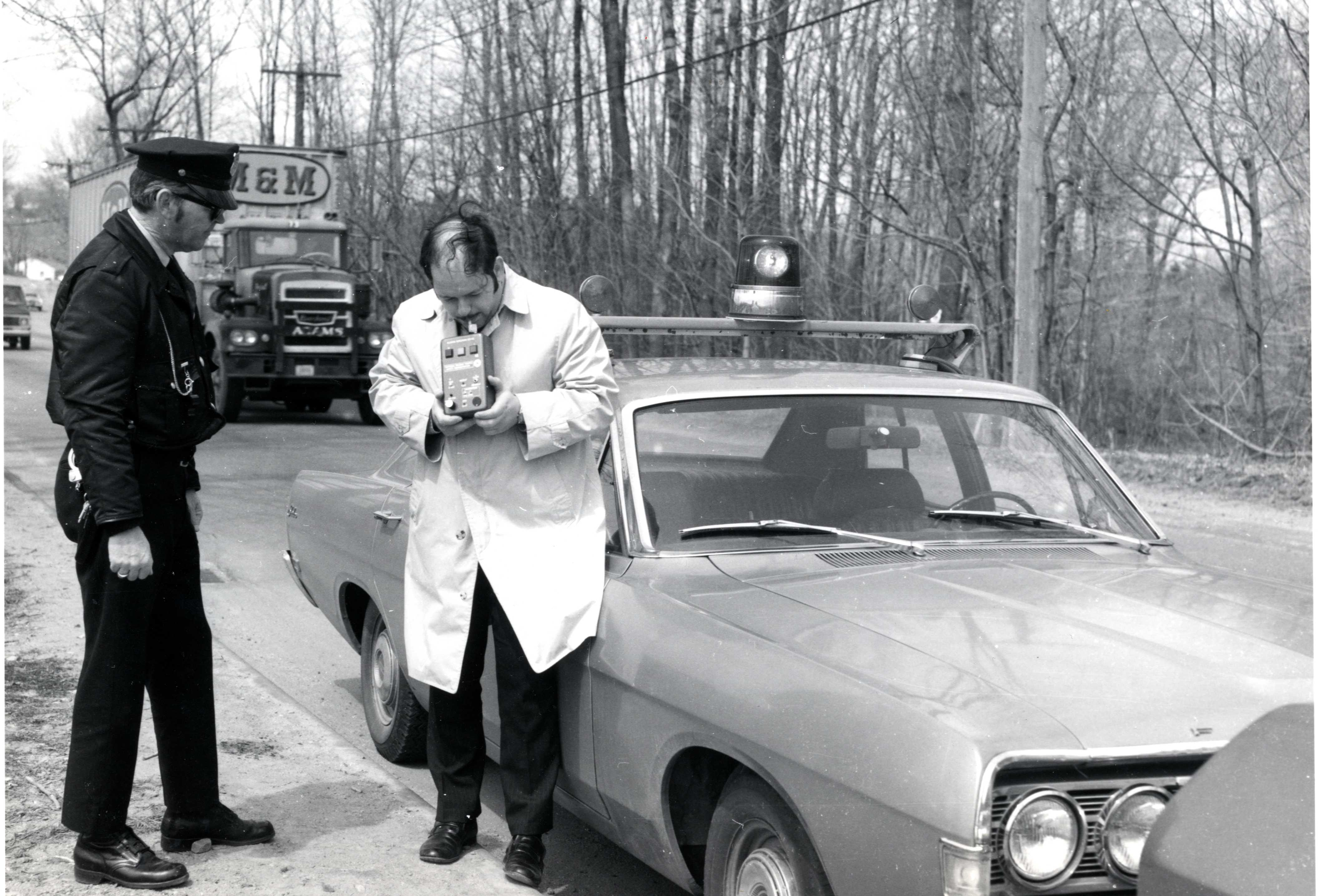
Simulation d'un test d'alcoolémie pour les automobilistes, 1972.

Les contrôles d'alcoolémie sont des contrôles routiers effectués par les forces de l'ordre dans le but d'immobiliser les conducteurs conduisant tout engin circulant sur les voies ouvertes à la circulation en état d'imprégnation alcoolique supérieure au seuil toléré par la réglementation routière (selon les articles R et L 234 et suites du code de la route).
Les dépistages sont effectués au moyen d'éthylotests homologués par le ministère de la santé et certifiés conformes aux normes de l'Association française de normalisation (usage unique - Ballons - ou électroniques de classe 1 uniquement). En cas d'état positif supérieur au seuil contraventionnel, l'éthylomètre homologué en cours de validité donne le résultat final qui sera retenu pour la procédure.
En cas d'impossibilité de souffler ou de suspicion de présence de drogue et dans tous les cas d'accident corporel, des analyses sanguines sont effectuées.

## Histoire

### En France
En juillet 1970, une loi rend obligatoire le contrôle d'alcoolémie après une infraction ou un accident de la route,.
En juillet 1978, les contrôles préventifs sont autorisés à la suite de la loi sur la prévention de l'alcoolémie.